# Amzik
Amzik (stylisé AmZik) (en tifinagh: ⴰⵎⵣⵉⴽ) est un groupe de musique et d’expression kabyle qui a été créé par deux frères jumeaux et un musicien. Leurs premiers pas prend le début en kabylie sous l'inspiration des chansons de Idir, Slimane Azem, Matoub Lounès, tout en s’ouvrant sur les musicalités du monde.
Entre musique traditionnelle et nouvelles sonorités, le style de musique d’Amzik cherche à s’ouvrir à d’autres influences, dans le but de lier les musiques de leurs racines et d’ailleurs.
Avec Khirreddine Kati, Karim Belkadi, Nonor Belkadi. Piano Dimitri Fonseka. Percussions Djamel Hamiteche. Basse Martin Bereau. Clarinette Hugo Proy. Production Dmusic.

## Biographie
Le debut du groupe Amzik commence depuis la Kabylie, ou ils ont souvent inspiré par les différents maîtres de la chanson Kabyle comme: Idir, Matoub Lounes et Slimane Azem, les deux frères jumeaux Nonor et Karim Belkadi – venus de Tizi Ouzou — ont pratiqué la musique depuis leur enfance dans une famille connue par son attachement à la musique et l'art. Les parents des deux jeunes artistes ont quitté la Kabylie en 2003 vers la France ; lieu où ils ont réalisé leurs rêves de devenir des artistes professionnels avant de rencontrer leur ami Khirreddine Kati venu aussi de Kabylie (Bejaïa) et diplômé de la musicologie, il est spécialisé en particulier dans l'instrument Mandole, à partir de cette rencontre les trois membres Nonor, Karim et Khirreddine ont fondé le groupe Amzik lequel sa toponymie est composé de deux mots de la langue Kabyle (Berbère) « am » qui signifie "comme" et « Zik » signifiant "avant", pour donner "comme avant" (« Am-Zik »).
En 2016 le groupe ont réalisé leurs premier album "Asuɣu n Temzi" (le cri de l'enfance) avec 10 morceaux, un autre album nommé "Aṭas" (Beaucoup) sorti le 6 novembre 2021 avec un contenu  de 11 morceaux. Le groupe a réalisé aussi un single  Yemma-s n Uɣrib (la mère de l'exilé) et certaines reprises des chansons de Idir, Cheikh El Hasnaoui et Matoub, et d'autres.

## Discographie

### Singles
- Yemma-s n Uɣriv
- Nhati
- Tasekkurt
- Nekni d kunwi

### Bonus
- Ur d-iyi-ttlumu (ft. Laura Lopez Gonzales)

### Interprétations / reprises (covers) / Hommages
- Ay Aḥlili (Matoub Lounes)
- Lkas deg Lkas (Cheikh El Hasnaoui)
- Tiɣri n Wugdud (Idir)
- Int-as m-ad yas (Cheikh El Hasnaoui)
- Tamεayt (Azarzur)
- Yehwa-yam (Matoub Lounes)
- Ffeɣ ay ajrad tamurt-iw (Matoub Lounes)
- Taqcict (Mhenni Amroun)